# Солель-Боне
Солель-Боне (ивр. סולל בונה‎) — старейшая и одна из крупнейших строительных и инженерных компаний Израиля.

## История

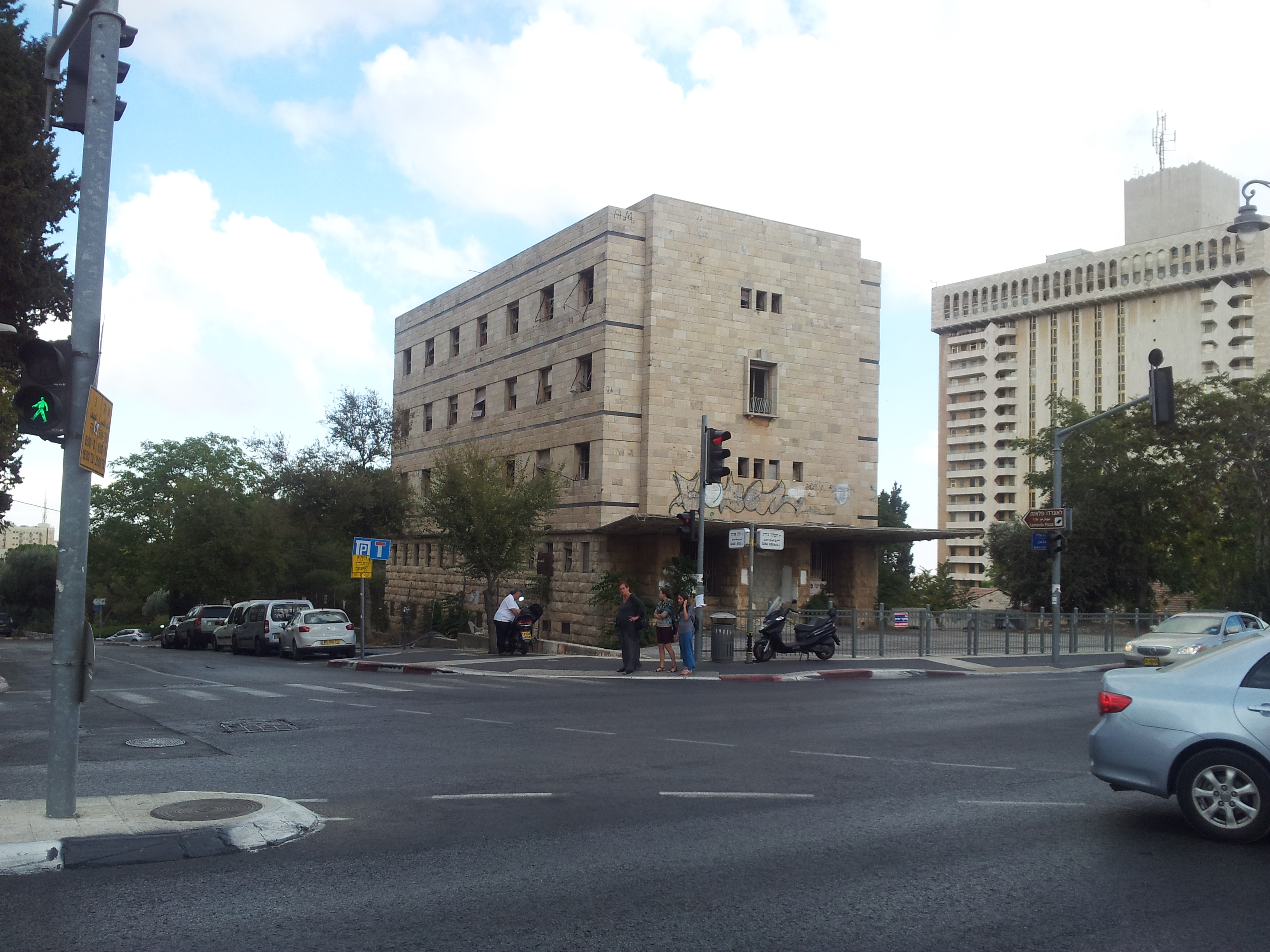
Историческое здание Солель-Боне в Иерусалиме

### Во время британского мандата (1921—1948)
Солель-Боне была основана в 1921 году в Палестине, находившейся под властью Великобритании, во время первой конференции еврейского профсоюза «Гистадрут» под названием «Бац» (ивр. בע"ץ‎ , аббревиатура от Биньян веАводот Цибуриот (ивр. בניין ועבודות ציבוריות‎ дословно — «Строительство и общественные работы»). Его первым проектом была прокладка дороги от Тверии до Самаха (сейчас это часть шоссе 90). Компания была основана как кооперативная организация в духе социалистических рабочих групп. В 1923 году она была объявлен банкротом, отчасти из-за доплаты к заработной плате еврейским рабочим. Она была возрождена Гистадрутом и Всемирной сионистской организацией как компания под названием «Солель-Боне», основанная на организации, но управляемая как бизнес-корпорация.
Солель-Боне играла важную роль в крупных строительных работах в подмандатной Палестине. Среди других проектов компания построила Тегартный забор в 1938 году. Она также построил форты Тегарт и здания для кампаний Стена и башня. В эпоху мандата она строила мосты, аэродромы, базы для британской армии и военные проекты в Ираке, Египте, Бахрейне и на Кипре. У него были филиалы в Бейруте и Дамаске. В 1926 году на различных общественных работах работало 3000 рабочих, в том числе 139 женщин, работавших на строительстве. Изначально компания принимала на работу только евреев, но в 1954 году эта политика была смягчена.

### Израиль, профсоюзная собственность (1948—1996)
После обретения государственности в 1948 году Солель-Боне продолжала играть важную роль в строительных проектах Израиля.
Солель-Боне помогла укрепить Силы обороны Израиля во время арабо-израильской войны 1948 года, а также построила опорные пункты и системы водоснабжения, фактически став основой первого логистического подразделения в ЦАХАЛ.
В 1961 году акции Солель-Боне впервые выставились на Тель-Авивской фондовой бирже.
Израильские фирмы, такие как Солель-Боне, часто участвовали в строительных проектах в Африке в 1960-х и 1970-х годах. Одна из причин, по которой операция «Энтеббе» в 1976 году была так хорошо спланирована, заключалась в том, что здание, в котором держали заложников, было построено компанией «Солель-Боне», у которой сохранились чертежи, и которая предоставила их израильскому правительству.
В 1960—1969 годах Солель Боне осуществлял строительство базилики Благовещения в Назарете.

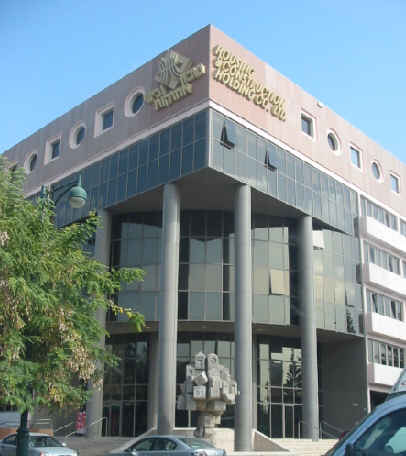
Штаб-квартира в Рамат-Гане

В 1984 году была основана дочерняя компания, «Solel Boneh Building and Infrastructure», находящаяся под полным контролем материнской компании. В 1989 году контроль над Solel Boneh был передан компании Housing &amp; Construction Holding Company Limited (Шикин у-бинуй).

### Приватизация (1996)
В 1996 году контроль над этой холдинговой компанией, включая Солель-Боне, получил Тед Арисон, а после его смерти в 1999 году компания перешла к его дочери Шари Арисон. 
- Энциклопедия иудаики, том. 15 столбцов 92-93.
- Солельбонех : Ассоциация еврейских рабочих кооперативов общественных работ, строительства и производства. ; произведения 1921—1924 гг.". Иерусалим 1924 год. 82 страницы со множеством фотографий. Тексты на английском, немецком и иврите.